# Peter Kudzinowski
 Der er for få eller ingen kildehenvisninger i denne artikel, hvilket er et problem. Du kan hjælpe ved at angive troværdige kilder til de påstande, som fremføres i artiklen.

Peter Kudzinowski (født 13. august 1903, død 21. december 1929) var en seriemorder, som begik sine forbrydelser i New Jersey, USA.

## Mordene
Kudzinowski myrdede tre mennesker, hvoraf to var børn:
- 20-årige Harry Ouinn. Myrdet ved Scranton i 1924.
- 7-årige Joseph Storella. Han mødte Joseph på First Avenue i New York City omkring klokken 17:30. Han tog Joseph med hen for at se en film, og derefter tog han ham med Port Authority Trans-Hudson toget til Journal Square i Jersey City i New Jersey for derefter at tage ham med til sumpene i Secaucus. Da Joseph prøvede at slippe væk, slog Kudzinowski han ned og slog ham flere gange. Da han var bange for, at drengens skrig ville tiltrække opmærksomhed fra forbipasserende, skar han halsen over på ham og dækkede liget med drengens frakke og gik derfra.
- 5-årige Julia Mlodzianowski. Hun boede på Gilchrist Street i Jersey City og var på en skoleudflugt den 28. august ved Lake Hopatcong, New Jersey, da hun blev myrdet.

### Mistanke om mord
Kudzinowski var mistænkt for mordet på Billy Gaffney, som blev myrdet i 1927. Albert H. Fish tilstod senere dette mord. Begge myrdede inden for samme tidsramme og i samme geografiske område, og begge myrdede børn.
Kudzinowski var også mistænkt i forbindelse med mordet på Irving Pickelny, som forsvandt fra Brooklyn i februar 1927.

## I fængsel

### Anholdelse
Kudzinowski blev pågrebet i Detroit, Michigan, og tilstod og blev bragt til Jersey City for at blive stillet for en domstol.

### Dom
Han blev fundet skyldig i mord den 17. november 1928 og den 24. februar 1929 blev han dømt til henrettelse i New Jersey Stats Fængsel.

### Henrettelse
Den 21. december 1929 blev Kudzinowski henrettet i den elektriske stol i Trenton, New Jersey.